# Capela de São Sebastião (Fajã dos Vimes)

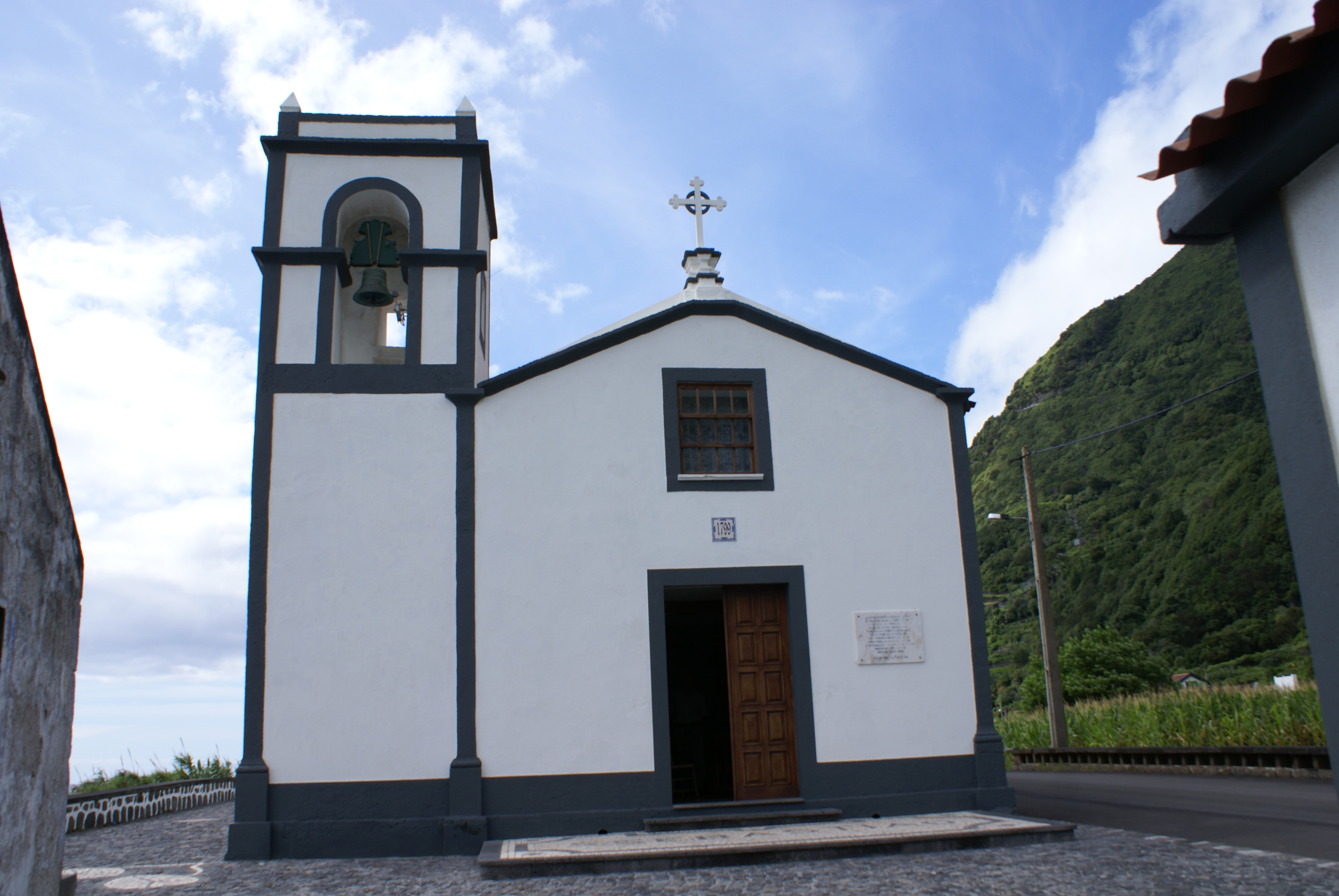
Capela de São Sebastião, Fajã dos Vimes, exterior.

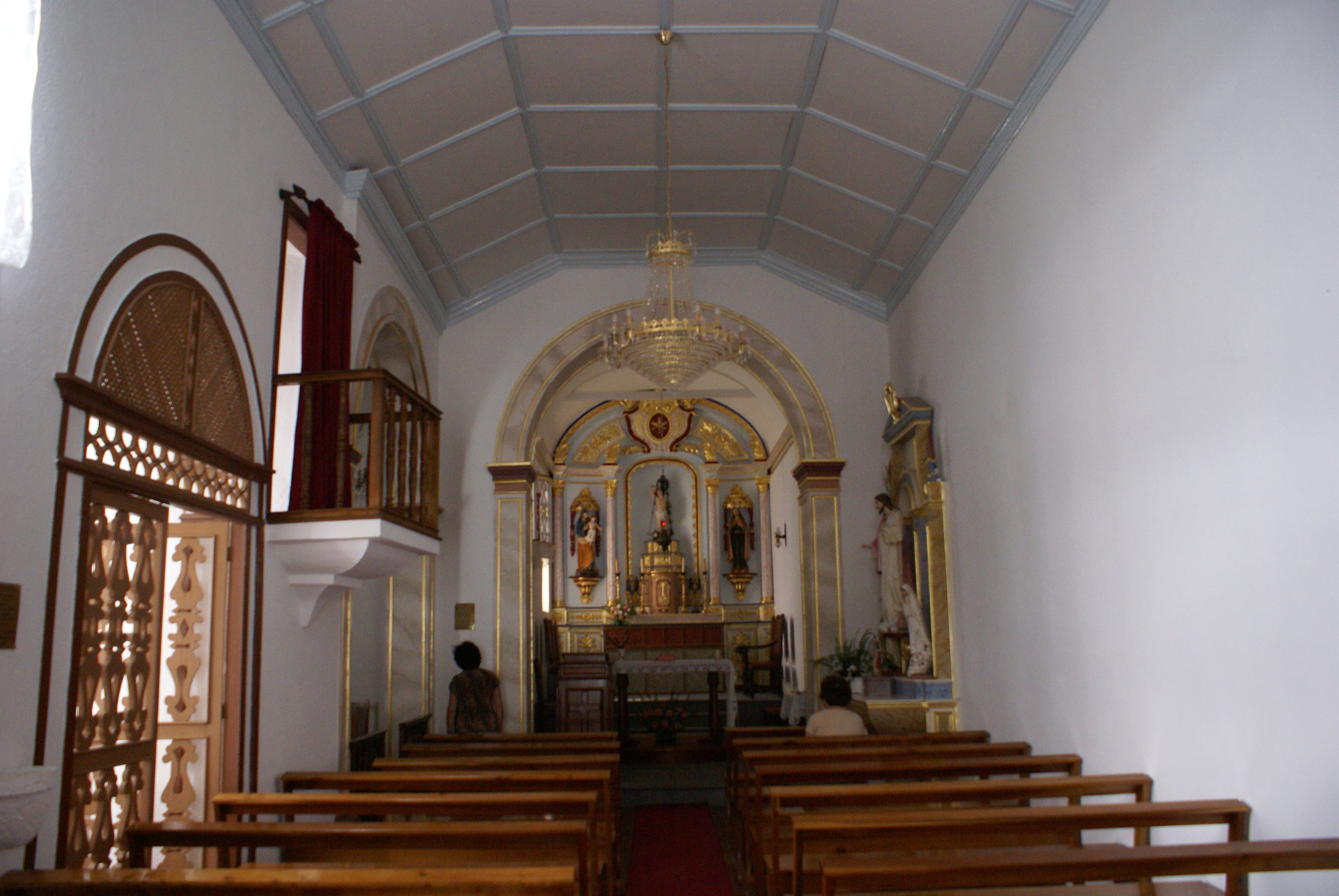
Capela de São Sebastião, Fajã dos Vimes, interior.

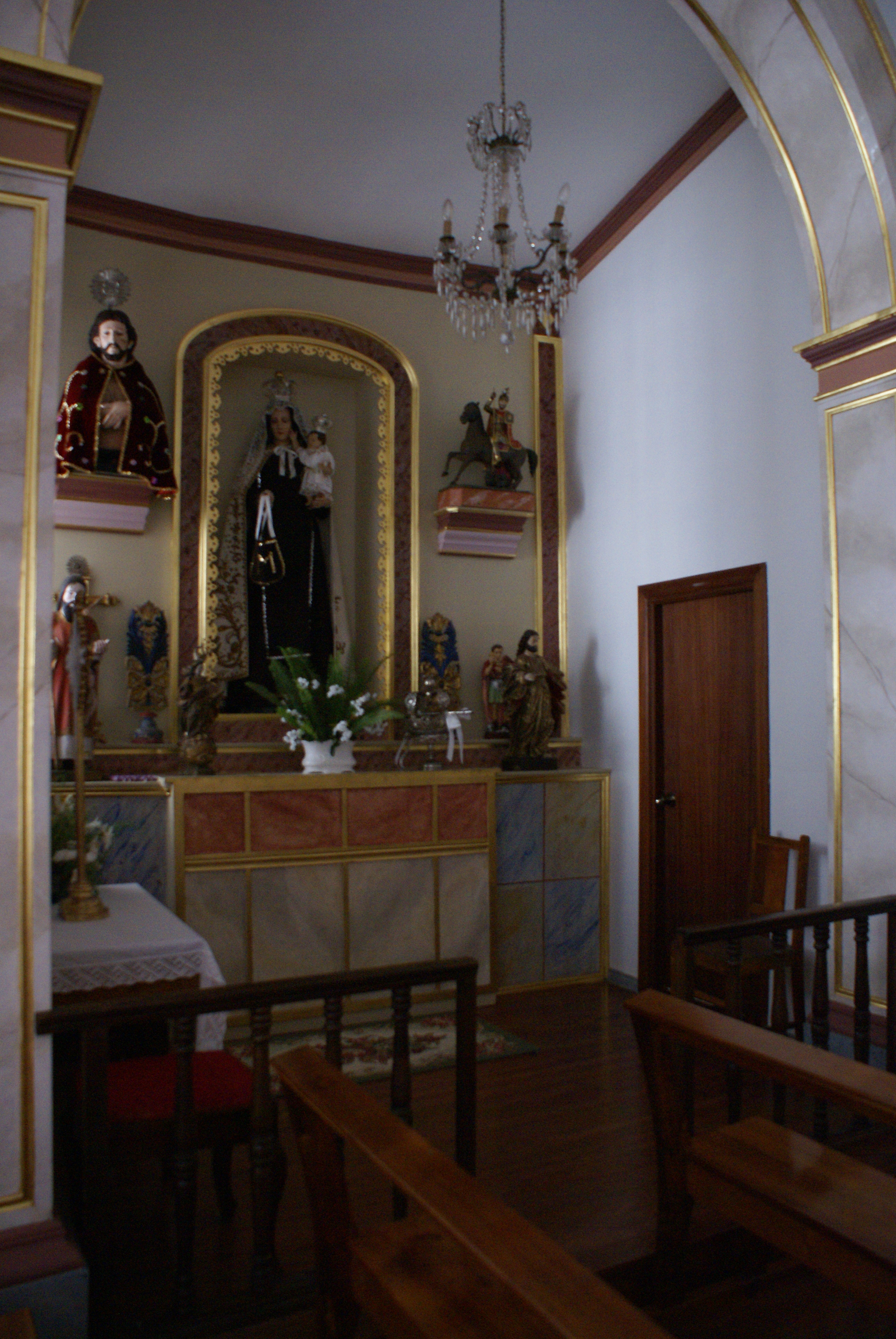
Capela de São Sebastião, Fajã dos Vimes, capela lateral.

A Capela de São Sebastião é uma capela açoriana localizada na Fajã dos Vimes, no concelho da Calheta, na ilha de São Jorge.
A data precisa de construção da actual Capela desta fajã não se consegue determinar por falta de documentação esclarecedora, sabe-se no entanto que é anterior a 1799 e que foi edificada a expensas  dos moradores da fajã.
A anterior Capela aqui existente remontava ao século XVII e foi destruída pelo grande terramoto que ocorreu no dia 9 de Julho e causou enorme destruição pela ilha de São Jorge no ano de 1757 e que ficou registado na história como o “Mandado de Deus”.
O actual templo edificado pelos moradores da Fajã, foi construído mais a Sul do que o templo primordial.
Ao lado desta capela foi construído um Império do Espírito Santo, o Império da Espírito Santo da Fajã dos Vimes.

## Galeria

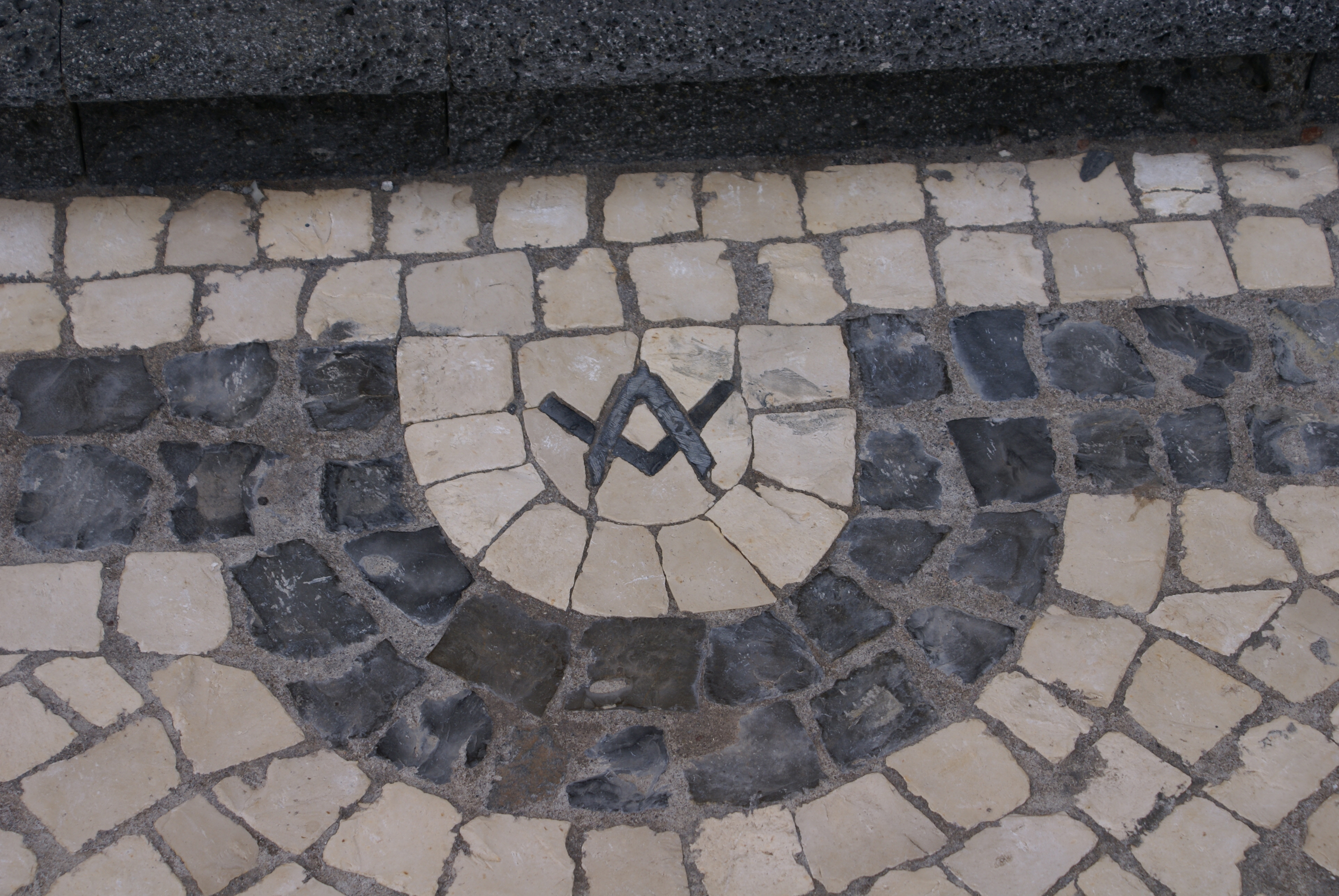
Capela de São Sebastião, Fajã dos Vimes, curioso pormenor no chão à entrada da igreja.
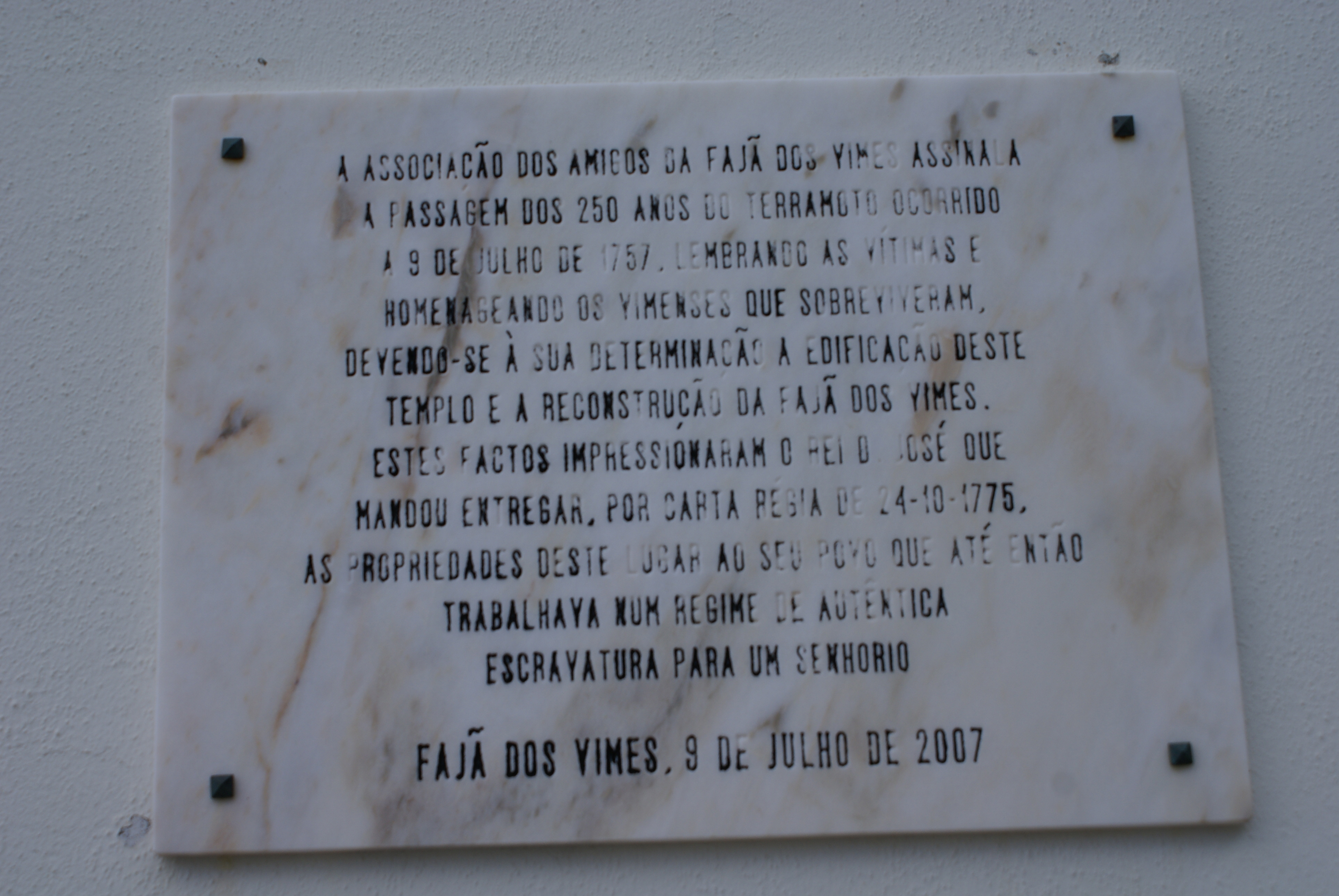
Capela de São Sebastião, Fajã dos Vimes, lápide que se encontra afixada no templo.